# Liste der Monuments historiques in Saint-Maurice-sur-Vingeanne
Die Liste der Monuments historiques in Saint-Maurice-sur-Vingeanne führt die Monuments historiques in der französischen Gemeinde Saint-Maurice-sur-Vingeanne auf.

## Liste der Immobilien
| Bezeichnung         | Beschreibung | Standort                      | Kennzeichnung | Schutzstatus | Datum | Bild           |
| ------------------- | --- | ----------------------------- | ------------- | ------------ | ----- | -------------- |
| Kirche St-Maurice   | aus dem 13. Jahrhundert | Route de Montigny (Lage)      | PA00112633    | Classé       | 1910  | weitere Bilder |
| Kommende La Romagne | Kommende des Templerordens, 1144 gegründet, 1312 an den Johanniterorden übergeben, Ende des 15. Jahrhunderts umgebaut und befestigt | nordwestlich des Ortes (Lage) | PA00112632    | Classé       | 1962  | weitere Bilder |

## Liste der Objekte
| Bezeichnung                                              | Beschreibung                                                                            | Standort                        | Kennzeichnung | Schutzstatus | Datum | Bild |
| -------------------------------------------------------- | --------------------------------------------------------------------------------------- | ------------------------------- | ------------- | ------------ | ----- | ---- |
| Marienaltar                                              | Retabel; Holz, vergoldet, 16. oder 17. Jahrhundert                                      | in der Kirche St-Maurice (Lage) | PM21002000    | Classé       | 1910  |      |
| Hauptaltar                                               | Altartisch, Retabel und Tabernakel; Holz, vergoldet, 17. Jahrhundert                    | in der Kirche St-Maurice (Lage) | PM21002001    | Classé       | 1910  |      |
| Skulptur Madonna mit Kind                                | Kalkstein, 15. Jahrhundert                                                              | in der Kirche St-Maurice (Lage) | PM21002002    | Classé       | 1910  |      |
| Reiterskulptur Heiliger Mauritius                        | Holz, farbig gefasst, 15. Jahrhundert                                                   | in der Kirche St-Maurice (Lage) | PM21002003    | Classé       | 1910  |      |
| 24 Gemälde mit Darstellungen von Heiligen                | Ölfarbe auf Holz, 17. und 18. Jahrhundert; in die Vertäfelung des Chorraums eingelassen | in der Kirche St-Maurice (Lage) | PM21002004    | Classé       | 1910  |      |
| Zwei Skulpturen: Heiliger Mauritius und heiliger Blasius | Aufsätze für Prozessionsstäbe; Holz, 17. und 18. Jahrhundert                            | in der Kirche St-Maurice (Lage) | PM21002005    | Classé       | 1910  |      |
| Skulptur Heiliger Blasius                                | Kalkstein, farbig gefasst, 16. Jahrhundert                                              | in der Kirche St-Maurice (Lage) | PM21002006    | Classé       | 1910  |      |
| Blasiusaltar                                             | Altartisch und Retabel; Holz, vergoldet, 17. Jahrhundert                                | in der Kirche St-Maurice (Lage) | PM21002007    | Classé       | 1910  |      |
| Gemälde Kreuzabnahme                                     | Ölfarbe auf Leinwand, 17. Jahrhundert                                                   | in der Kirche St-Maurice (Lage) | PM21002009    | Classé       | 1960  |      |
| Glocke                                                   | Bronze, 1734 gegossen                                                                   | in der Kirche St-Maurice (Lage) | PM21002010    | Classé       | 1960  |      |